# Fabrizio Fabbri
Pour les articles homonymes, voir Fabbri.
Fabrizio Fabbri (né le 28 septembre 1948 à Ferruccia di Agliana dans la province de Pistoia en Toscane et mort à Pise le 3 juin 2019,) est un coureur cycliste italien des années 1970.

## Biographie
Fabrizio Fabbri est né à Ferruccia di Agliana (Pistoia) le 28 septembre 1948. Il se distingue  comme coureur cycliste amateur, jusqu'à ce qu'il devienne  professionnel de 1970 à 1979, au service de champions comme Francesco Moser et Felice Gimondi, mais aussi capable de remporter une vingtaine de courses comme le Tour des Pouilles par étapes, deux fois le Grand Prix de l'industrie et du commerce de Prato, le Tre Valli Varesine, le Tour des Apennins, une étape au Tour de Suisse et trois étapes du Tour d'Italie auquel il a participé neuf fois. Il a également participé à un Tour de France et à deux Tours d'Espagne.
Avec l'équipe nationale de cyclisme italienne, il a participé à six championnats du monde sur route, de 1973 à 1978, obtenant comme meilleur résultat une 13e place. 
Une fois sa carrière sportive achevée, il se reconvertit comme directeur sportif chez les amateurs de Casini-Vellutex , puis de 1993 à 2002, chez Mapei dirigeant entre-autres Franco Ballerini. Il a reçu plusieurs prix pour sa carrière, tels que le Premio Filotex et le Timone d'oro (2014).
Fabrizio Fabbri est mort à l'hôpital de Cisanello à Pise le 3 juin 2019 à l'âge de 70 ans.

## Palmarès

### Palmarès amateur
- 1967
  - Trophée Matteotti amateurs
  - Grand Prix de la ville de Pistoia
  - 2e de la Coppa Pietro Linari
- 1969
  - Gran Premio Comune di Cerreto Guidi

### Palmarès professionnel
- 1970
  - 2e du Grand Prix Tarquinia
  - 3e du Grand Prix de l'industrie et du commerce de Prato
  - 3e du Tour des Quatre Cantons
- 1971
  - GP Industria in Belmonte-Piceno
  - Grand Prix Tarquinia
  - 2e du Tour des Apennins
- 1972
  - 5e étape du Tour d'Italie
- 1973
  - Grand Prix de l'industrie et du commerce de Prato
  - 2eb étape du Tour de Suisse
  - 2e du Tour d'Ombrie
  - 2e de la Coppa Placci
  - 3e du Tour de Toscane
  - 8e du Tour de Suisse
- 1974
  - Grand Prix de l'industrie et du commerce de Prato
  - Tour des Pouilles
  - 2e de la Coppa Bernocchi
- 1975
  - 16e étape du Tour d'Italie
  - Tour des Apennins
  - Trois vallées varésines
  - 2e du Tour d'Ombrie
- 1976
  - 9e étape du Tour d'Italie
- 1977
  - 10e du Tour de Lombardie

## Résultats sur les grands tours

### Tour d'Italie
- 1970 : 63e
- 1971 : 28e
- 1972 : 34e, vainqueur de la 5e étape
- 1973 : 39e
- 1974 : 43e
- 1975 : 12e, vainqueur de la 16e étape
- 1976 : 13e, vainqueur de la 9e étape
- 1977 : 49e
- 1978 : 26e

### Tour de France
- 1975 : 33e

### Tour d'Espagne
- 1972 : abandon (15e étape)